# Deux Couverts
Deux Couverts est une comédie en un acte  de Sacha Guitry, créée à la Comédie-Française le 30 mars 1914. 
La pièce a été adaptée au cinéma, en 1935, dans une réalisation de Léonce Perret.

## Distribution de la création
- Pelletier : Maurice de Féraudy
- Jacques : René Hiéronimus
- Madame Blandin : Berthe Cerny
- Un valet de chambre : Chaize